# Zotalemimon subglabratum
Zotalemimon subglabratum es una especie de escarabajo longicornio del género Zotalemimon, tribu Desmiphorini, subfamilia Lamiinae. Fue descrita científicamente por Gressitt en 1938.
La especie se mantiene activa durante el mes de julio.

## Descripción
Mide 10,3-13 milímetros de longitud.

## Distribución
Se distribuye por China.